# راسیم بابایف
راسیم بابایف (ترکی آذربایجانی: Rasim Hənifə oğlu Babayev; ۳۱ دسامبر ۱۹۲۷ – ۲۴ آوریل ۲۰۰۷) نقاش، و اخذ کننده عناوین افتخار نقاش افتخاری و نقاش خلق آذربایجان شوروی بود.

## زندگی‌نامه
راسیم بابایف در سال ۱۹۲۷ در شهر باکو زاده شد. در بین سالهای ۱۹۴۵–۱۹۴۹ در مدرسه نقاشی عظیم عظیم‌زاده درس خواند. بعداً در سال‌های ۱۹۴۹ تا ۱۹۵۶ در دانشکده هنر سوریکوف در مسکو تحصیل گرفت. در سال ۱۹۵۹ به عضویت اتحادیه نقاشان آذربایجان درآمد.
راسیم بابایف ضمن عزیمت به کشورهای مختلف، نقاشی‌های فروانی پدیدآورد و چندین بار نمایشگاه‌های انفرادی در اختصاص به آن‌ها برپا کرد. آثار هنری وی در موزه‌ها، گالری‌ها و مجموعه‌های خصوصی در بسیاری از کشورها و همچنین در نگارخانه ترتیاکوف و موزه هنرهای خاوری نگهداری می‌شوند. در سالهای ۱۹۶۴ و ۱۹۸۹ از راسیم بابایف به ترتیب با اهدای عنوان افتخار خادم هنر افتخاری آذربایجان شوروی و نقاش مردم آذربایجان شوروی تقدیر به عمل آمد.
اگرچه بخشی از آثار راسیم بابایف از سد سانسور شوروی عبور نکرد، ولی وی دلسرد نشد و به خلق نقاشی‌ها ادامه داد. نمونه‌هایی از آثار خلق شده توسط این هنرمند عبارتند از: «مخزن‌های نفت» (۱۹۵۸)، «پمپاژ نفت» (۱۹۵۸)، «دختر» (۱۹۵۸)، «شهر سیاه» (۱۹۵۸)، «در جاده داش‌کسن» (۱۹۶۱)، «تک‌چهره یک کارگر» (۱۹۶۲)، «در آلمان» (۱۹۶۳)، «قبوستان» (۱۹۶۴)، «خینالیق» (۱۹۶۴)، «شترها» (۱۹۶۶)، «حمام‌ها» (۱۹۶۹)، «قاچاق نبی» (۱۹۶۹)، «باکوی قدیم» (۱۹۷۰)، «انارها» (۱۹۷۰)، «روستا» (۱۹۷۰)، «آرامستان باستانی» (۱۹۷۰) و…
فولکلور آذربایجان - داستان‌ها و حماسه‌ها، جوهره عمیق فلسفی آن‌ها، ارزش‌های ملی- اخلاقی و ویژگی‌های بومی و ملی تأثیرات زیادی بر شکل‌گیری جهان بینی راسیم بابایف و خلاقیت وی گذاشته بود. راسیم بابایف در عرصه تصویرگری کتاب نیز موفق بود. تصاویر ادبی داستان‌های عامیانه آذربایجان و آثار نویسندگان مطرحی چون ناظم حکمت، تئودور درایزر، یوسف وزیر چمن‌زمینلی، رابیندرانات تاگور و دیگران را وی کشیده بود.
در ۲۹ اوکتبر سال ۲۰۱۴ نمایشگاه اختصاصی آثار راسیم بابایف با حضور لیلا علی‌یوا، معاون اول بنیاد حیدر علی‌اف، در موزه دولتی روسیه در سن پترزبورگ برپا شد.
راسیم بابایف در روز ۲۴ آوریل سال ۲۰۰۷ در باکو درگذشت.